# Черо ал Волтурно
Черо ал Волтурно (итал. Cerro al Volturno) је насеље у Италији у округу Изернија, региону Молизе.
Према процени из 2011. у насељу је живело 297 становника. Насеље се налази на надморској висини од 505 м.

## Становништво
Према резултатима пописа становништва 2011. у општини је живело 1.341 становника.
| 1936. | 1951. | 1961. | 1971. | 1981. | 1991. | 2001. | 2011. |
| ----- | ----- | ----- | ----- | ----- | ----- | ----- | ----- |
| 2.517 | 2.497 | 2.334 | 2.099 | 1.982 | 1.682 | 1.440 | 1.341 |